# Гроскаролиненфельд
Гроскаролиненфельд (нем. Großkarolinenfeld) — община в Германии, в земле Бавария. 
Подчиняется административному округу Верхняя Бавария. Входит в состав района Розенхайм.  Население составляет 7029 человек (на 31 декабря 2010 года). Занимает площадь 29,73 км².